# وريد مشبري قذالي
الوريد المشبري القذالي (بالإنجليزية: Occipital emissary vein)‏ هو وريد مشبري صغير يَعبر من خلال النفق اللقمي.